# Lijst van beelden in Huizen
Dit is een (onvolledige) chronologische lijst van beelden in Huizen. Onder een beeld wordt hier verstaan elk driedimensionaal kunstwerk in de openbare ruimte van de Nederlandse gemeente Huizen, waarbij beeld wordt gebruikt als verzamelbegrip voor sculpturen, standbeelden, installaties, gedenktekens en overige beeldhouwwerken.
Voor een volledig overzicht van de beschikbare afbeeldingen zie de categorie Beelden in Huizen op Wikimedia Commons.
| Geplaatst   | Omschrijving                       | Kunstenaar                                      | Straat                                                                | Plaats | Materiaal        | Afbeelding |
| ----------- | ---------------------------------- | ----------------------------------------------- | --------------------------------------------------------------------- | ------ | ---------------- | ---------- |
| 1869        | Weeskinderen                       | onbekend                                        | Oranje Weeshuisstraat 5                                               | Huizen |                  |            |
| 1968        | Gijsje                             | onbekend                                        | Crailoseweg 116 (Revalidatiecentrum De Trappenberg)                   | Huizen |                  |            |
| 1986        | Tegelmozaïeken                     | Arnold Hamelberg                                | gemeentehuis Huizen                                                   | Huizen |                  |            |
| 80'er jaren | Zandzuigerkop                      |                                                 | Ingang Aanloophaven / Gooimeerkust                                    | Huizen |                  |            |
| 1985        | zonder titel                       | M.J. Anthonissen                                | Winkelcentrum Oostermeent                                             | Huizen |                  |            |
| 1990        | Ent                                | Jos Willems                                     | Aanloophaven ter hoogte van Vrouwenzand                               | Huizen | cortenstaal      |            |
| 1990        | Elementen                          | Frans de Boer Lichtveld/Marja de Boer Lichtveld | Zomerkade                                                             | Huizen | staal            |            |
| 1993        | De Helmen                          | Peter van Kempen                                | Op het dak van de brandweerkazerne Eemlandweg                         | Huizen |                  |            |
| 1994        | Huizer Vrouwen                     | Felix van Kalmthout                             | Kerkstraat/Havenstraat                                                | Huizen |                  |            |
| 1994        | Mallejan                           | Frank Letterie                                  | Kerkstraat/Verbindingsweg                                             | Huizen |                  |            |
| 1994        | Jungfrau und Mönch                 | Herbert Nouwens                                 | Aanloophaven                                                          | Huizen | verwrongen staal |            |
| 1994        | Stille stemmen                     | Rob Logister                                    | Gooierserf (in vijver)                                                | Huizen |                  |            |
| 1994        | zonder titel                       | Rob Schreefel                                   | Loswal/Oostkade                                                       | Huizen | graniet          |            |
| 1994        | zonder titel                       | Erik van Spronsen                               | Aanloophaven ter hoogte van Noordwal                                  | Huizen | cortenstaal      |            |
| 1995        | De stapeling                       | Gerard Höweler                                  | Aanloopkade Westhaven                                                 | Huizen |                  |            |
| 1996        | Ontmoeting                         | Babs van Reede-Jonkman                          | Oranje Weeshuisstraat/Havenstraat                                     | Huizen |                  |            |
| 1997        | Extacy                             | Marjolijn Mandersloot                           | Aanloophaven ter hoogte van Eierlanden                                | Huizen | brons en steen   |            |
| 1997        | De Kalkoen                         | Peter Petersen (1947)                           | Aanloophaven ter hoogte van Noordwal                                  | Huizen | brons            |            |
| 1997        | Naakte vrouw                       | Anita Andriesse                                 | Aanloophaven ter hoogte van Noordwal                                  | Huizen | brons            |            |
| 1999        | Sleutelbeeld 't Mannetje           | Rob Logister                                    | Gemeenlandlaan/'t Merk                                                | Huizen |                  |            |
| 1999        | Thalassa                           | Martha Waijop                                   | Zomerkade                                                             | Huizen | brons            |            |
| 1999        | Zonder titel                       | Vinh Phuong                                     | Aanloophaven ter hoogte van ophaalbrug.                               | Huizen | steen en brons   |            |
| 1999        | zonder titel                       | André van de Wijdeven                           | Langs fietspad Aanloophaven ter hoogte van Vrouwenzand                | Huizen | brons            |            |
| 1999        | Siamese tweeling                   | Nicolas Dings                                   | Aanloophaven ter hoogte van Vrouwenzand                               | Huizen | brons            |            |
| ± 2001      | Amnesty                            | Rob Logister                                    | bij de verkeerslichten aan de Gemeenlandslaan op de hoek met 't Merk. | Huizen | metaal           |            |
| 2001        | Uit het vierkant                   | Yvonne Kracht                                   | 't Merk; Langs fietspad van Westhove naar Gemeenlandslaan             | Huizen | cortenstaal      |            |
| 2001        | Benjamin                           | Sander Jansen                                   | Langs fietspad van Westhove naar Gemeenlandslaan                      | Huizen | staal            |            |
| 2001        | Adviser                            | Joop Haring                                     | Einde fietspad van Westhove naar Gemeenlandslaan                      | Huizen |                  |            |
| 2003        | Out of the Blue                    | Marjolijn Mandersloot                           | Bij zwembad en sporthal "De Meent"                                    | Huizen |                  |            |
| 2003        | De Groep                           | Helen Frik                                      | Op balkon van Zorgcentrum "De Marke"                                  | Huizen |                  |            |
| 2009        | Standbeeld                         | Piet van de Kar                                 | Langs fietspad Aanloophaven ter hoogte van Noordwal                   | Huizen |                  |            |
| 2009        | Viervoeter                         | Nicolas Dings                                   | Eierlanden                                                            | Huizen | brons            |            |
| 2009        | Lost                               | Petra Boshart                                   | Langs fietspad Aanloophaven ter hoogte van Vrouwenzand                | Huizen | graniet          |            |
| 2011        | Huizer vissers                     | Michiel Linders                                 | Hellingstraat, tegenover theater 'De Boerderij'                       | Huizen | brons            |            |
| 2012        | Huizer Melkmeisje                  | Berry Holslag                                   | Oude Raadhuisplein                                                    | Huizen |                  |            |
| 2013        | Monument van de Gooische Stoomtram | Pieter Hogenbirk en Peter Kos                   | Rotonde Randweg / Ceintuurbaan                                        | Huizen |                  |            |
| 2014        | Moluks herdenkingsmonument         | Marianne Houtkamp                               | Gemeenschapslaan/Gooilandweg                                          | Huizen | brons            |            |
|             | Phohi-monument                     |                                                 | Rotonde Blaricummerstraat / Randweg Midden                            | Huizen |                  |            |
|             | Zonder titel ?                     |                                                 | Crailoseweg 116 (Revalidatiecentrum de Trappenberg)                   |        |                  |            |
|             | Meisje met hinde                   |                                                 | Landgoed Oud Bussem                                                   | Huizen |                  |            |
|             | Zonder titel                       |                                                 | Huizermaatweg, voor de Rabobank                                       |        |                  |            |
|             | Zonder titel                       |                                                 | Revalidatiecentrum de Trappenberg                                     | Huizen |                  |            |
|             | Bank                               |                                                 | Revalidatiecentrum de Trappenberg                                     | Huizen |                  |            |